# Oudon (Loire-Atlantique)
Oudon is een gemeente in het Franse departement Loire-Atlantique (regio Pays de la Loire). De gemeente telde 3.915 inwoners op 1 januari 2022 maakt deel uit van het arrondissement Châteaubriant-Ancenis.

## Geografie
De oppervlakte van Oudon bedroeg op 1 januari 2022 22,12 vierkante kilometer; de bevolkingsdichtheid was toen 177 inwoners per km².

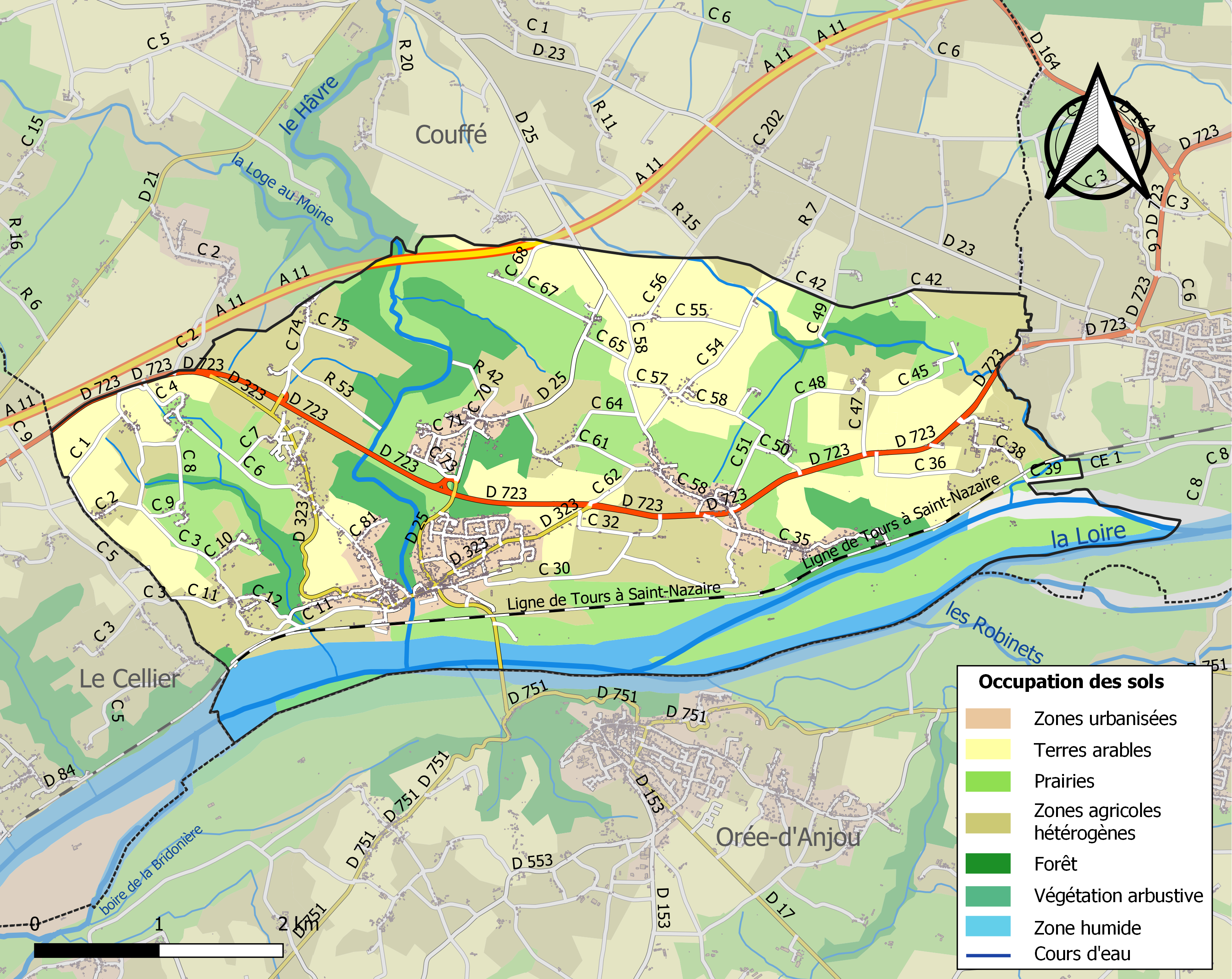
Kaart van de gemeente met de belangrijkste infrastructuur, bodemgebruik en omliggende gemeenten

## Bezienswaardigheden
- De Église Saint-Martin

## Demografie
Onderstaande figuur toont het verloop van het inwonertal (bron: INSEE-tellingen).

## Afbeeldingen

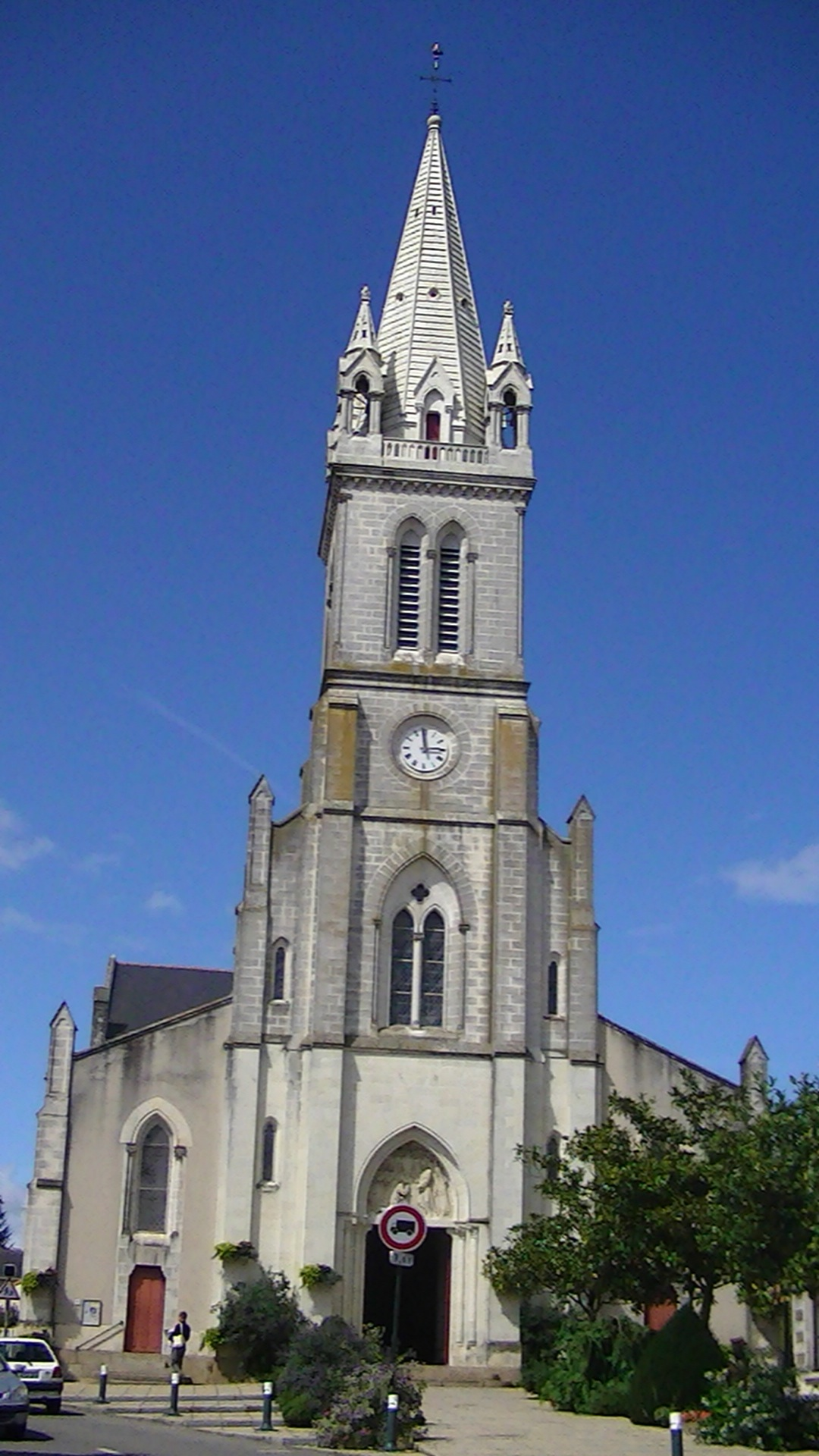
Église Saint-Martin
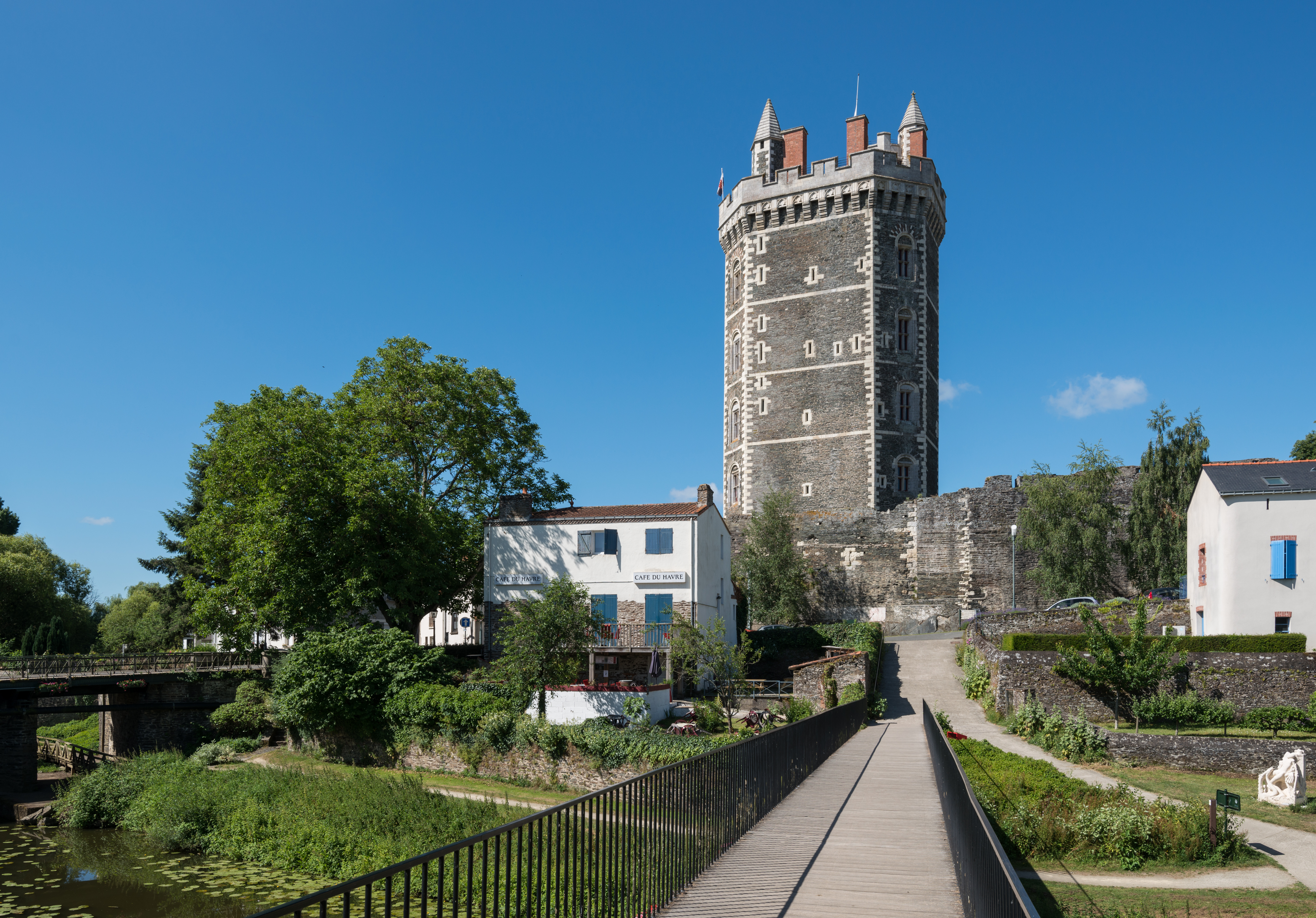
Château d'Oudon
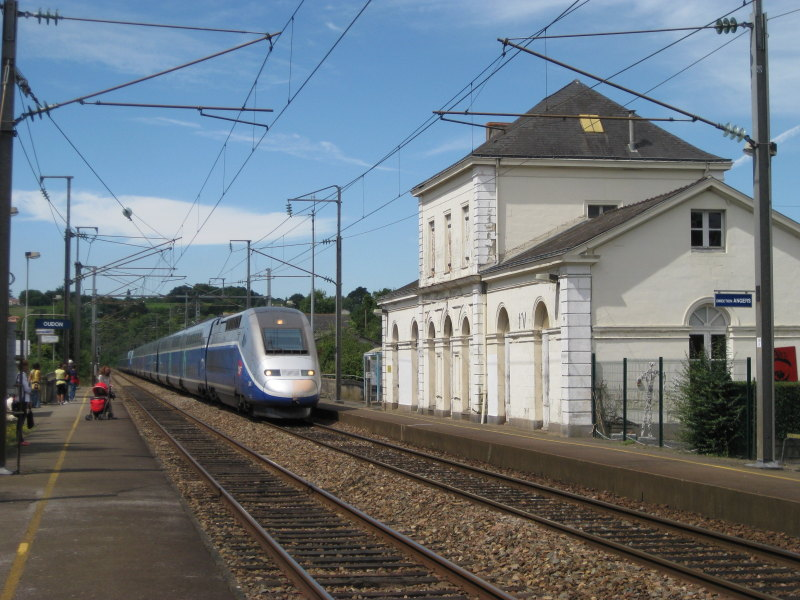
Station met passerende TGV Duplex